# هتل قو (اهواز)
هتل قو مربوط به اواخر دوره قاجار است و در اهواز، جاده ساحلی، خیابان خسروی واقع شده و این اثر در تاریخ ۲۵ اسفند ۱۳۷۹ با شمارهٔ ثبت ۳۳۵۴ به‌عنوان یکی از آثار ملی ایران به ثبت رسیده است.
از سال ۱۳۹۸ مجموعه دوچرخه سواران اکسین به مدیریت وحید دیلمی خوزستانی به صورت داوطلبانه به پاکسازی بنا و حیاط پرداختند که این پاکسازی همچنان ادامه دارد. 
در سال های ۱۳۹۷ و ۱۳۹۸، سازمان میراث فرهنگی استان خوزستان، در طی دو مرحله، سعی در رفع خطرهای احتمالی و بازسازی جزئی بنا کرد و در تاریخ ۱۳۹۹/۱۰/۲۰ درب‌های این هتل، پس از گذشت نزدیک‌به ۵۰ سال، به‌روی همگان باز شد.
  

پس از بازگشایی و استقبال مردم از این بنای تاریخی، مالک این بنا با همراهی گروه دوچرخه‌سواران اکسین، حیاط بنای هتل قو را برای راه‌اندازی یک قهوه‌خانه آماده کردند و در نهایت در تاریخ ۱۴۰۰/۸/۲۰ این کافه، با هدف آشنایی مردم با این بنا، و درآمدزایی برای بازسازی بنا، بازگشایی شد. 

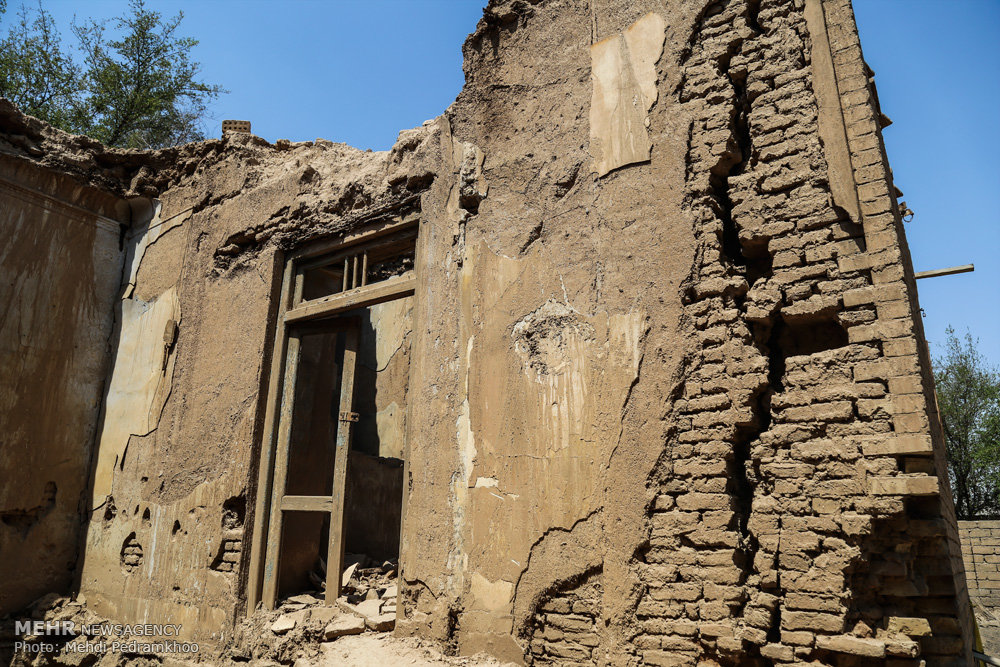
ساختمان متروکه و فرسوده‌ی هتل قو - ۱۳۹۷ خ.